# Trois Odelettes anacréontiques
Les Trois Odelettes anacréontiques, op.13 forment un cycle de mélodies composé par Maurice Emmanuel en 1911 pour mezzo-soprano, flûte et piano, sur deux poèmes de Rémy Belleau et un poème de Ronsard. Orchestrée la même année, l'œuvre est d'abord présentée en privé le 27 mars 1912, par Povla Frisch avec Émile Poillot au piano. La première audition publique a lieu le 20 mars 1921, par Rose Féart et Marcel Moyse à la flûte avec l'orchestre de la Société des concerts du Conservatoire, sous la direction de Philippe Gaubert. La partition pour chant, flûte et piano est publiée aux éditions Durand en 1914.
Cette œuvre, l'une des rares partitions de Maurice Emmanuel ayant rencontré un succès immédiat, est toujours l'une des plus souvent interprétées parmi ses mélodies. 

## Composition

### Contexte
Maurice Emmanuel entreprend la composition de ses Trois Odelettes anacréontiques en 1911, lorsque ses études musicologiques l'ont conduit à « un nouvel humanisme ». « Comme Albert Roussel », note son biographe Christophe Corbier, « il choisit de mettre en musique les vers du Grec Anacréon, le poète de l'amour et des doux plaisirs ». Cependant, Roussel utilise la traduction en prose de Leconte de Lisle — « lequel se montre aussi lisse, en cette occasion, qu'il peut ailleurs sembler tarabiscoté… » observe Guy Sacre — pour ses six Odes anacréontiques op.31 et 32 de 1926. Emmanuel reprend plus volontiers les « imitations » anacréontiques de la Renaissance française, revenant « à ses amours adolescentes, comme s'il voulait renouer le fil de son inspiration rompu par deux décennies de doutes et d'hésitations ».

### Création
Les Trois Odelettes anacréontiques sont d'abord présentées en privé le 27 mars 1912, par Povla Frisch avec Émile Poillot au piano. L'œuvre ayant fait l'objet d'une orchestration dès 1911, la première audition publique a lieu le 20 mars 1921, par Rose Féart et Marcel Moyse à la flûte avec l'orchestre de la Société des concerts du Conservatoire, sous la direction de Philippe Gaubert. 
La partition pour chant, flûte et piano est publiée aux éditions Durand en 1914.

## Analyse
L'œuvre est en trois mouvements :
1. « Au Printemps » (Rémy Belleau) — Tranquillo, à
2. « À la Cigale » (Rémy Belleau) — Giocoso ma moderato, à
3. « À la Rose » (Pierre de Ronsard) — Mouvement de valse (Tempo di Walzer) à

## Postérité
Les Trois Odelettes anacréontiques ont « d'emblée séduit le public et ont souvent été interprétées » : les chanteuses Claire Croiza et Jane Laval, les flûtistes René Le Roy et Marcel Moyse, les chefs Philippe Gaubert et Charles Münch proposent souvent cette œuvre en concert durant l'entre-deux-guerres.
Selon Harry Halbreich, « elles représentent en effet ce que Maurice Emmanuel a écrit de plus immédiatement séduisant et de plus accessible. Ce sont trois petites merveilles de concision, de liberté et de fraîcheur ». Ces mélodies permettent de briser cette « image d'un intellectuel glacial et abstrait » qui a longtemps été associée au compositeur, éminent musicologue, helléniste et spécialiste de la musique ancienne. « Rien ne saurait être plus loin de la vérité, un simple coup d'oreille donné aux exquises Odelettes anacréontiques suffit à le montrer immédiatement : on ne saurait imaginer musique plus fraîche, plus spontanée, plus débordante de vie  ».
Ces trois mélodies, « très attachantes par leur fluidité et leur fraîcheur, sont aujourd'hui les plus connues du compositeurs ».

## Discographie
- Maurice Emmanuel : les mélodies — interprétées par Florence Katz (mezzo-soprano), Claude Lefebvre (flûte) et Marie-Catherine Girod (piano) — Timpani 1C1030, 1995
- Soir Païen — mélodies interprétées par Anna Reinhold (mezzo-soprano), Alexis Kossenko (flûte) et Emmanuel Olivier (piano) — Aparté 83780, 2020 (avec des œuvres d'André Caplet, Claude Debussy, Maurice Delage, Philippe Gaubert, Georges Hüe, Jacques Ibert, Charles Koechlin, Maurice Ravel et Albert Roussel)

### Ouvrages généraux
- Marie-Claire Beltrando-Patier, Brigitte François-Sappey et Gilles Cantagrel (dirs.), Guide de la mélodie et du lied, Paris, Fayard, coll. « Les Indispensables de la musique », 1994, 916 p. (ISBN 2-213-59210-1, OCLC 417117290, BNF 35723610), « Maurice Emmanuel », p. 206–208
- Marie-Claire Beltrando-Patier, Marc Honegger et Paul Prévost (dirs.), Dictionnaire des œuvres de la musique vocale, t. 3 (P-Z), Paris, Bordas, 1992, 2367 p. (ISBN 2-04-015395-0, OCLC 25239400, BNF 34335596)

### Monographies
- Christophe Corbier, Maurice Emmanuel, Paris, Bleu nuit éditeur, 2007, 176 p. (ISBN 978-2-913575-79-0 et 2-913575-79-X)
- Sylvie Douche (dir.), Maurice Emmanuel, compositeur français, Université de Paris-Sorbonne (Paris IV), Prague, Bärenreiter, 2007, 288 p. (ISBN 978-80-86385-34-1 et 80-86385-34-5, OCLC 312635540)
  - Sylvie Douche, « Maurice Emmanuel et la Renaissance : des affinités cachées », p. 171-196